# Bataille d'al-Soukhna (2017)
Pour les articles homonymes, voir Bataille d'al-Soukhna.
Guerre civile syrienne
Batailles
La bataille d'Al-Soukhna a lieu du 27 juillet au 12 août 2017 lors de la guerre civile syrienne pour le contrôle de la ville d'Al-Soukhna.

## Prélude
Peuplée de 20 000 habitants avant le début du conflit syrien, la ville d'Al-Soukhna est située à l'est du gouvernorat de Homs, entre Palmyre et Deir ez-Zor. 
Elle passe sous le contrôle de l'État islamique le 13 mai 2015, de même que Palmyre une semaine plus tard, — située 70 à 80 kilomètres au sud-ouest,. De 2015 à 2017, Palmyre et sa région changent de mains à plusieurs reprises et sont le théâtre de longs combats entre loyalistes et djihadistes. 
En 2017, les troupes du régime syrien finissent par reprendre l'avantage : Palmyre est définitivement reprise le 2 mars ; et le 15 juin, le champ gazier d'Arak, situé entre Palmyre et Al-Soukhna, est reconquis à son tour. En mai, une offensive d'envergure est lancée par les loyalistes dans la Badiya, le désert syrien qui s'étend dans l'est des gouvernorats de Homs, Raqqa et Hama.

## Déroulement

Évolution dans la Badiya de la mi-juillet à la mi-août 2017 :
Territoire contrôlé par le régime syrien et ses alliés
Territoire contrôlé par l'État islamique
Territoire contrôlé par les Forces démocratiques syriennes
Territoire contrôlé par les rebelles syriens

L'armée arabe syrienne atteint finalement Al-Soukhna et entre dans la ville par le sud-ouest le 28 juillet 2017,,. De violents combats ont lieu en périphérie et le régime syrien déploie des batteries d'artillerie. Les loyalistes sont également soutenus par l'aviation russe qui bombarde les positions djihadistes à l'intérieur et à l'extérieur de la ville.
Le 3 août, l'Observatoire syrien des droits de l'homme (OSDH) affirme que le régime contrôle 20 % de la ville où résistent encore 130 hommes de l'État islamique, dont 12 combattants étrangers.
Al-Soukhna retombe aux mains des loyalistes dans la nuit du 5 au 6 août selon l'OSDH,. Cependant des combats continuent d'avoir lieu en périphérie de la ville pendant une dizaine de jours ; finalement le ministère syrien de la Défense annonce le 12 août qu'Al-Soukhna est entièrement sous le contrôle du 5e corps de l'armée syrienne,.
Avec la reconquête d'Al-Soukhna, les forces du régime arrivent à 110 kilomètres au sud-ouest de Deir ez-Zor, où une garnison est encerclée depuis 2014 par les djihadistes.

## Les pertes
Peu avant l'assaut sur Al-Soukhna, l'Observatoire syrien des droits de l'homme (OSDH) affirme que les combats livrés dans les régions désertiques ont déjà fait au moins 91 morts du côté des loyalistes et 61 tués dans les rangs des djihadistes, entre le 17 et le 25 juillet.
Selon l'OSDH, au moins 64 djihadistes sont tués le 5 août dans les combats et de frappes aériennes menées dans les régions désertiques, dont 30 à Al-Soukhna,. Par ailleurs, au moins 12 soldats et miliciens pro-régime sont tués le 7 août par des mines laissées dans des bâtiments, tandis que des frappes aériennes russes font au moins 17 morts parmi les djihadistes dans les environs de la ville. Le 9 août, l'EI mène au moins cinq attaques suicides à la voiture piégée ; au moins 35 djihadistes sont tués en 24 heures, ainsi que 39 loyalistes en plus de 25 blessés sur l'ensemble du front à l'est du gouvernorat de Homs,. Le 11 août, l'OSDH affirme encore qu'au moins 48 soldats et miliciens loyalistes ont été tués en 24 heures, dont 16 dans la ville d'Al-Soukhna.
Le 13 août, l'OSDH affime que l'ensemble des combats livrés dans le désert syrien ont causé la mort d'au moins 261 morts dans le camp loyalistes, dont 42 officiers, et 321 morts dans les rangs de l'État islamique, dont 16 kamikazes. 